# Rio de San Giovanni Crisostomo

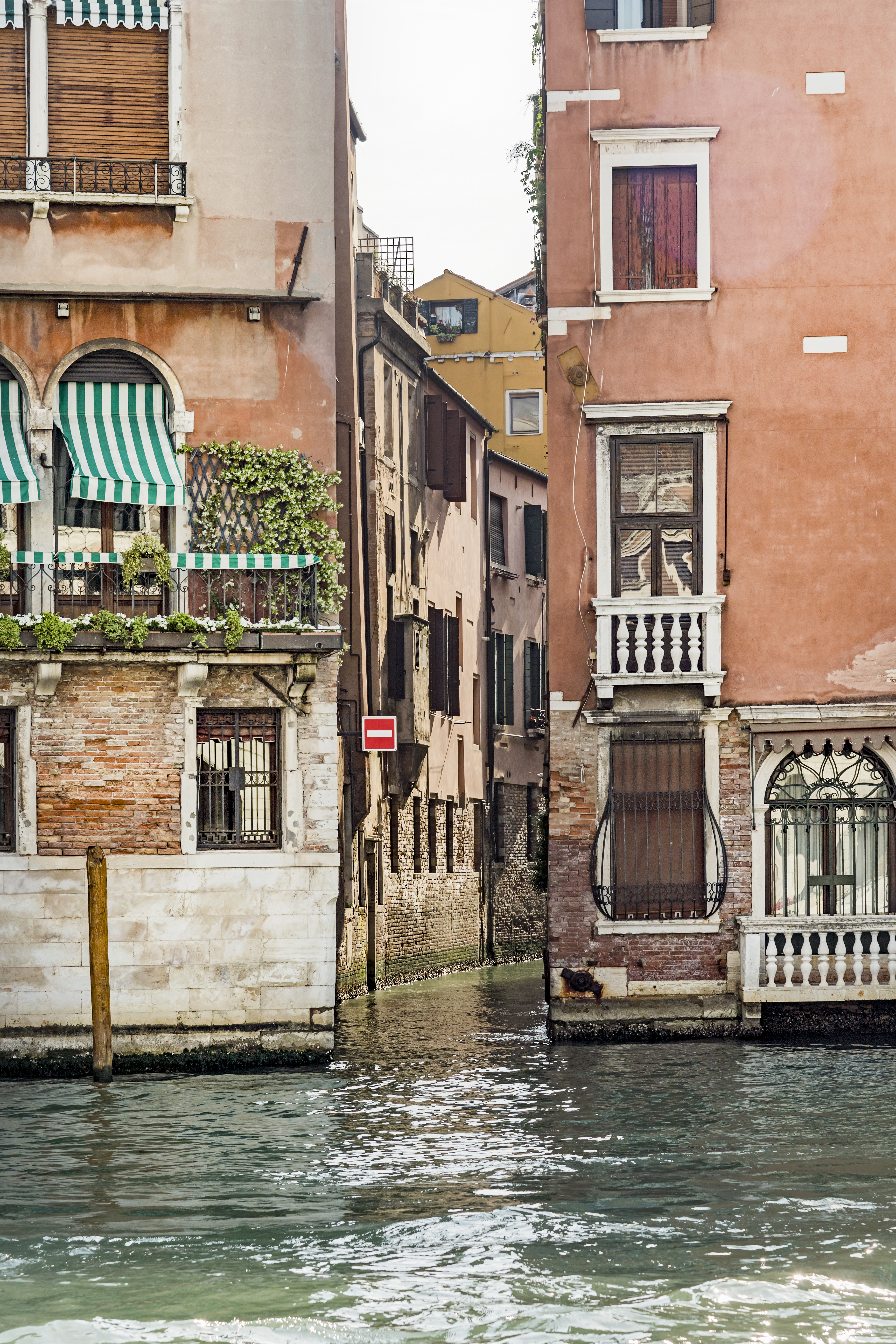
Deschiderea îngustă a râului în Canal Grande

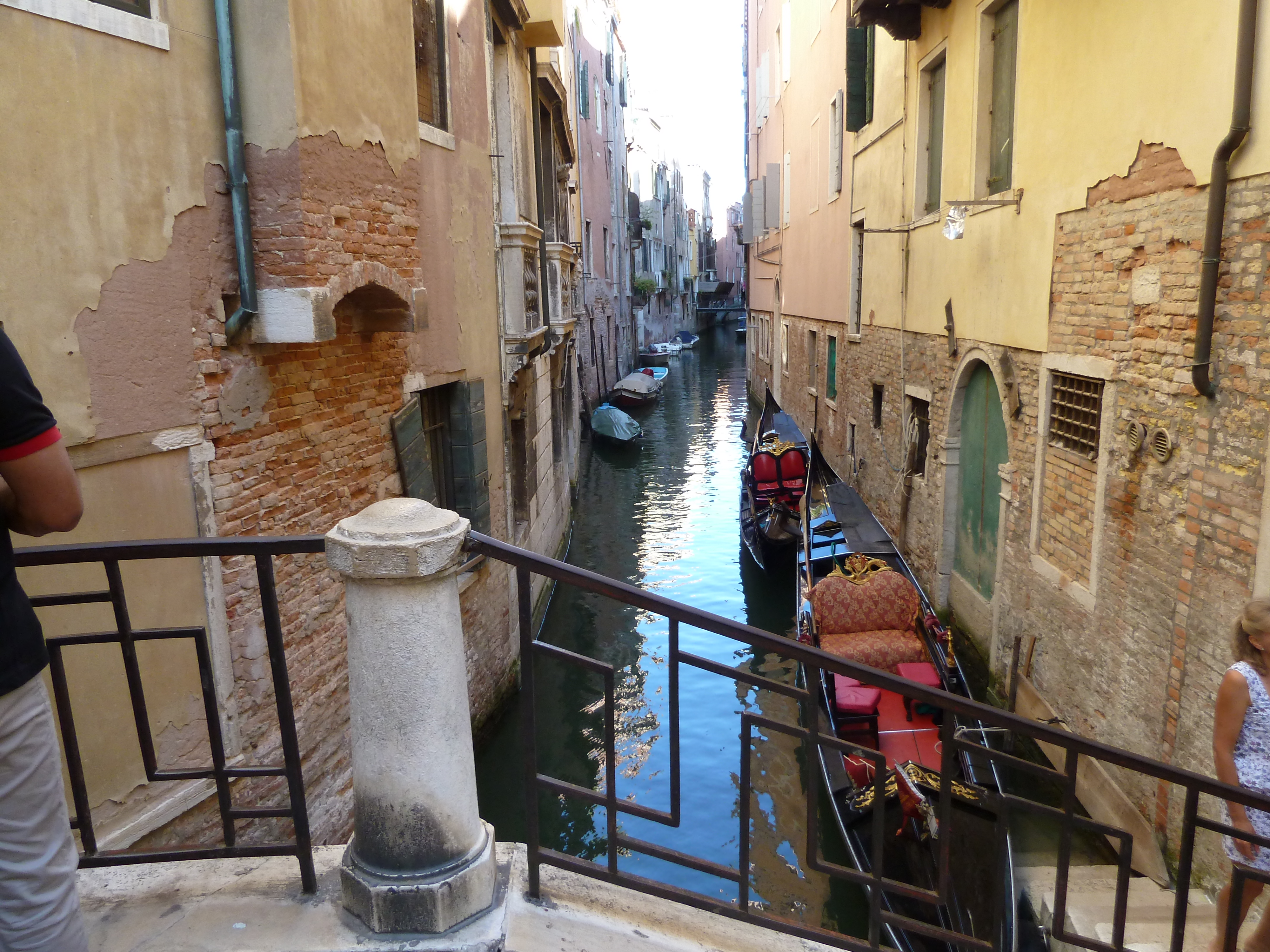
Canalul înspre est.

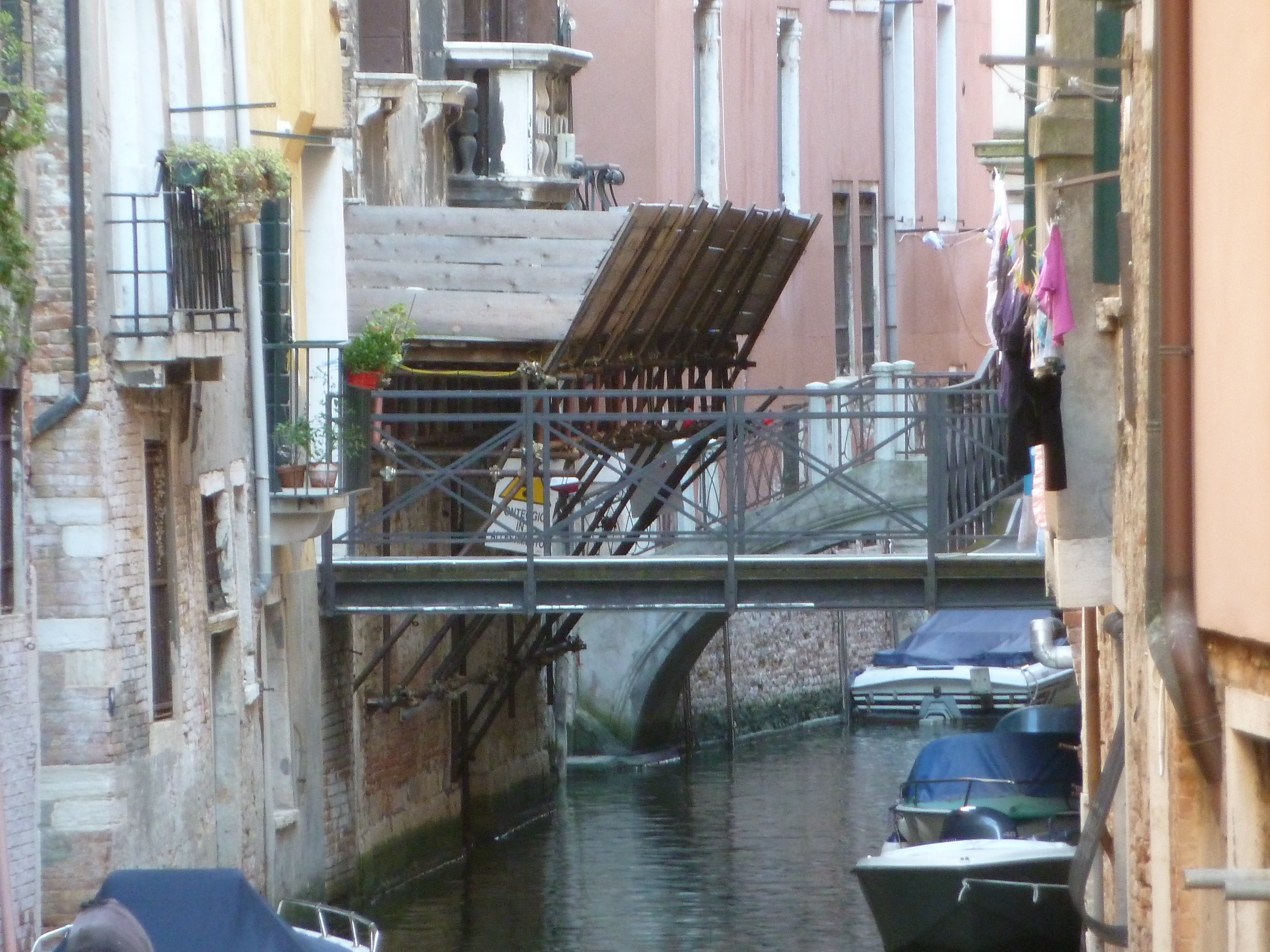
Canalul înspre vest (către Canal Grande).

Rio de San Giovanni Crisostomo (sau Grisostomo; canalul Sfântului Ioan Gură de Aur) este un canal din Veneția în sestiere Cannaregio.

## Origine
Numele canalului provine de la Biserica San Giovanni Crisostomo, aflată în apropiere.

## Descriere
Rio de San Giovanni Crisostomo are o lungime de 219 metri. El unește rio de San Lio și rio dei Miracoli în direcția nord-est, apoi se varsă în Canal Grande.

## Localizare
- Rio de San Giovanni Crisostomo se varsă în Canal Grande la colțul palatului Bollani Erizzo.

## Pod

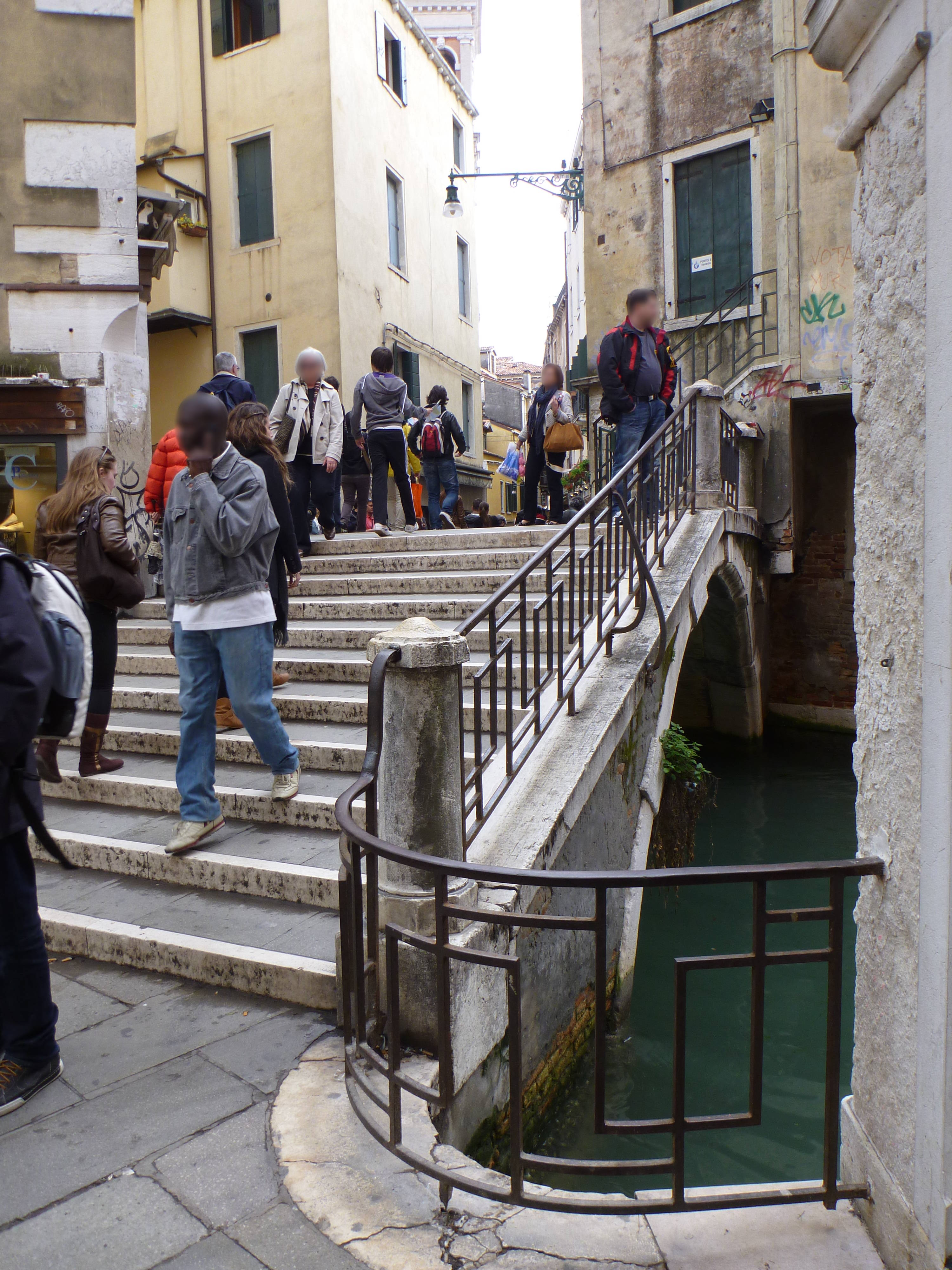
Podul omonim.

Canalul este traversat de un singur pod:
- ponte San Giovanni Crisostomo este o cale foarte folosită de pietoni între gară și Podul Rialto.